# Gajusz Cezar

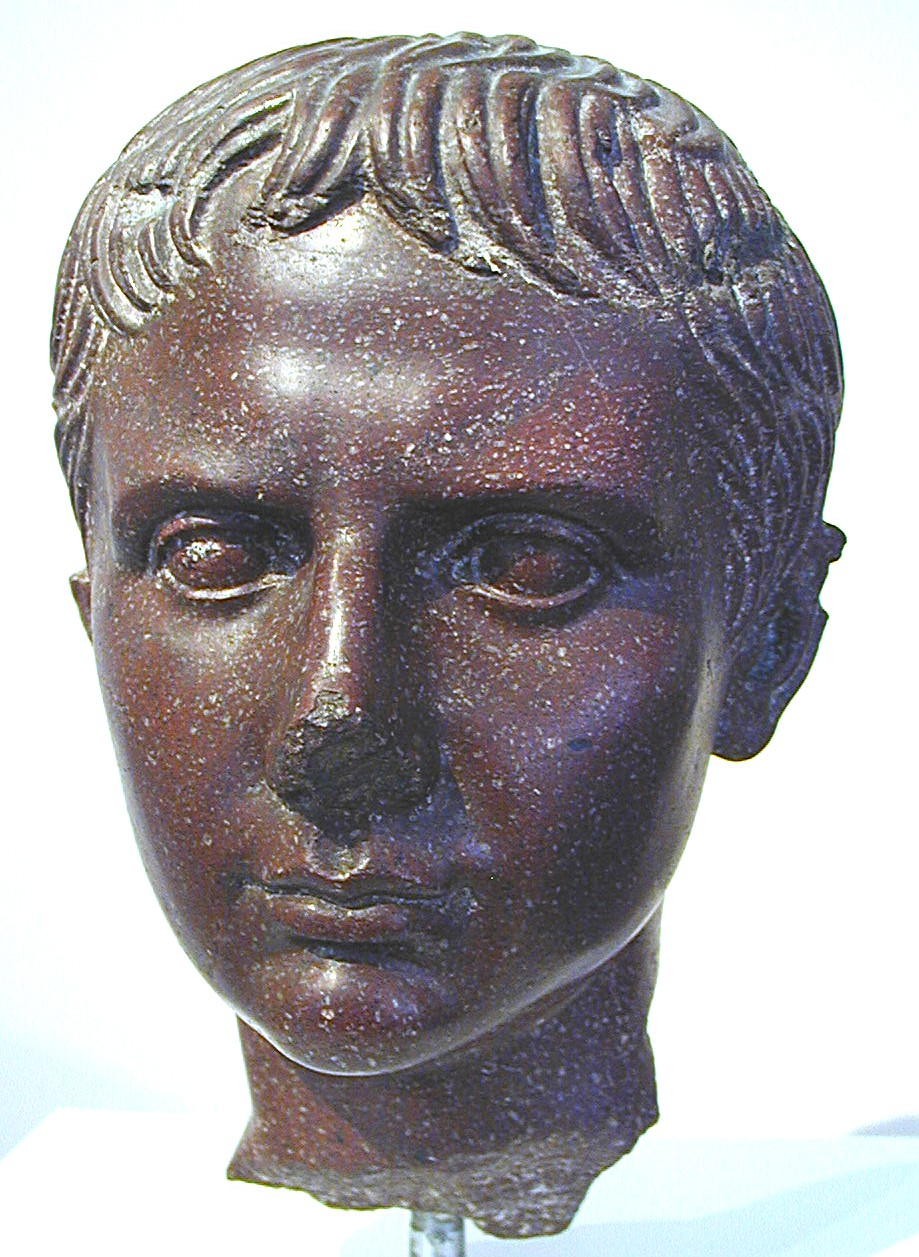
Gajusz Cezar

Gajusz Cezar, Gajusz Wipsaniusz Agrypa (Gaius Vipsanius Agrippa), po adopcji Gajusz Juliusz Cezar Wipsanian (Gaius Iulius Caesar Vipsanianus; ur. 20 p.n.e., zm. 24 lutego 4 n.e.) – syn Julii, jedynej córki Oktawiana Augusta i jej drugiego męża – Marka Agrypy.

## Życiorys
W 17 p.n.e. wraz z bratem Lucjuszem został adoptowany przez Oktawiana Augusta. Cesarz widział w nim i jego bracie Lucjuszu swoich dziedziców. W 5 p.n.e. został uznany za dorosłego, powołany do senatu i uznany za przywódcę młodzieży (Princeps Iuventutis). Już wówczas desygnowano go na konsula (1 rok n.e.). Następnie miał odwiedzić wschodnie prowincje i nauczyć się prowadzić sprawy imperium. Opuścił Rzym 29 stycznia 1 p.n.e. Wśród oficerów eskortujących go byli historyk Wellejusz Paterkulus, Marek Lolliusz oraz Sejan, przyszły prefekt pretorianów. Gajusz dwa pierwsze lata po wyjeździe z Rzymu spędził w Grecji, Azji Mniejszej i Egipcie. Przejeżdżając przez Judeę nie złożył ofiary religijnej, za co został pochwalony przez Augusta. W 1 n.e. stanął w Syrii i objął naczelną komendę nad armią Eufratu, przygotowując się do wyprawy na wschód. Partowie zdecydowali się jednak na negocjacje. Gajusz spotkał nowego króla Partów Fraatesa V na małej wysepce na Eufracie (wiosną 2 n.e.), a następnie zaatakował Armenię. Odniósł poważne rany podczas oblężenia Artagiry (9 września 2 n.e.) i zmarł w Licji w drodze powrotnej do Rzymu (21 lutego 4 n.e.). August wybrał więc swojego pasierba Tyberiusza jako swojego sukcesora. Gajusz był pierwszym mężem Julii Liwilli. Został pochowany w Mauzoleum Augusta.

## Wywód przodków
| 4. Lucjusz Wipsaniusz Agrypa |  |                          |  |  |                         |
|                              |  | 2. Marek Agryppa         |  |  |                         |
| 5. NN                        |  |                          |  |  |                         |
|                              |  |                          |  |  | 1. Gajusz Juliusz Cezar |
| 6. Oktawian August           |  |                          |  |  |                         |
|                              |  | 3. Julia (córka Augusta) |  |  |                         |
| 7. Skrybonia                 |  |                          |  |  |                         |
|                              |  |                          |  |  |                         |